# Landschaftsschutzgebiet Werre oberhalb Schötmar

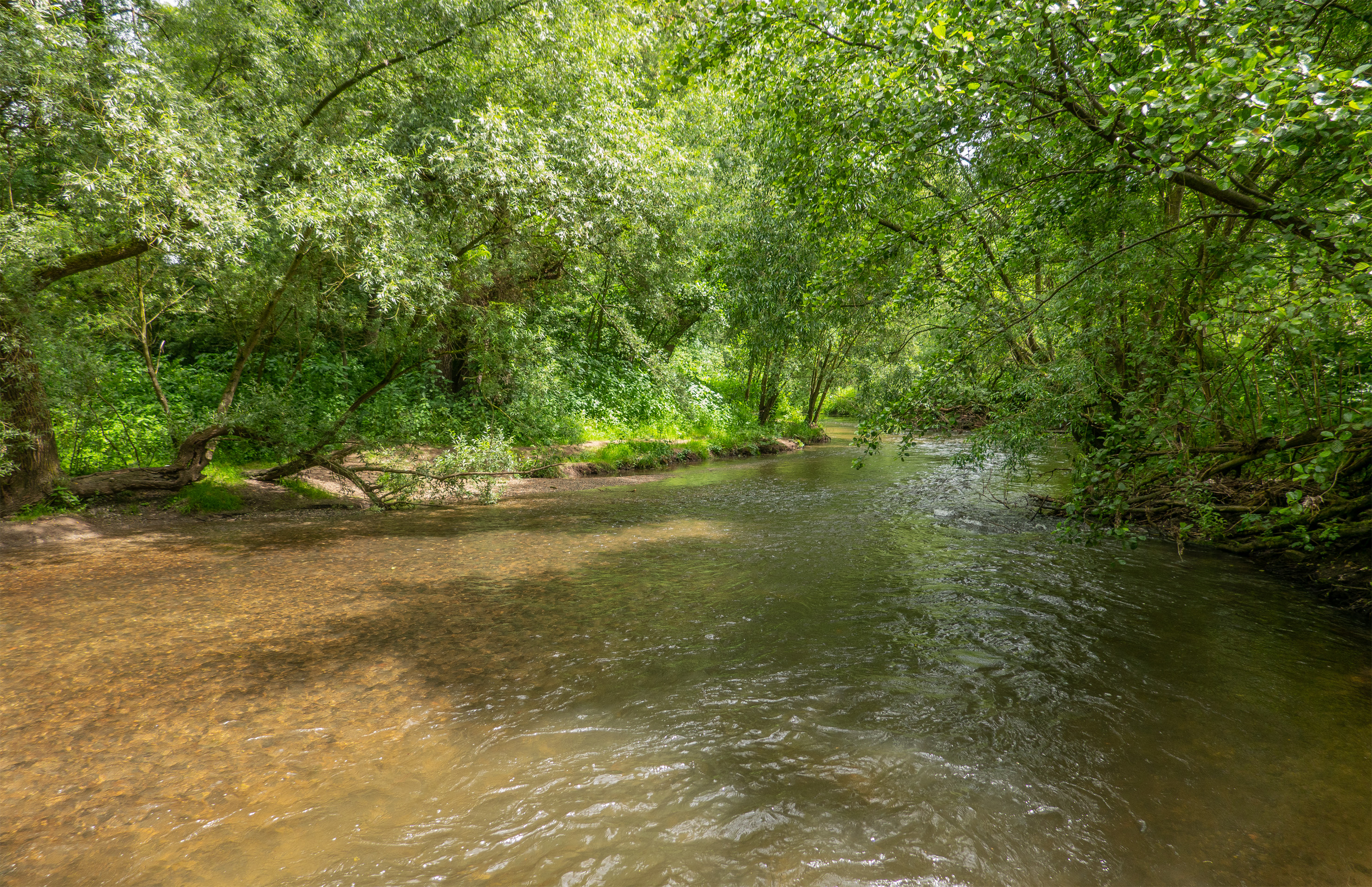
Auenwald an der Heerser Mühle

Das Landschaftsschutzgebiet Werre oberhalb Schötmar mit 38,8 Hektar Flächengröße liegt südlich von Schötmar im Stadtgebiet von Bad Salzuflen. Es wurde 2006 mit dem Landschaftsplan Bad Salzuflen durch den Kreistag des Kreises Lippe als Landschaftsschutzgebiet (LSG) ausgewiesen.

## Beschreibung
Das LSG umfasst einen begradigten Abschnitt der Werre mit Aue. In der Aue des Schutzgebietes liegen Fragmente eines Eichen-Auenwaldes an der Heerser Mühle. Die Aue wird außerhalb der Waldbereiche intensiv ackerbaulich genutzt. Auch einige Teiche liegen im Gebiet.
Der Landschaftsplan Bad Salzuflen führt zum Wert des Landschaftsschutzgebietes aus: „Im Zusammenhang mit dem Naturschutzgebiet Holzhauser Bruch bietet das Schutzgebiet wertvollen Rückzugs- und Lebensraum für Pflanzen und Tierarten.“

## Schutzzwecke für das LSG
Laut Landschaftsplan erfolgte die Ausweisung des LSG zur:
- „Erhaltung und Wiederherstellung der Leistungsfähigkeit des Naturhaushaltes in ökologisch besonders wertvoll strukturierten Bereichen mit Wasser-, Klima- und Biotopschutzfunktionen,“
- „Erhaltung und Wiederherstellung von Quellbereichen und naturnahen Fließgewässern, Wald- und Grünlandbereichen unterschiedlicher Feuchtestufen, Feldgehölzen, Hecken und Obstwiesen,“
- „Erhaltung morphologisch ausgeprägter Bereiche zur Sicherung der landschaftlichen Eigenart und Vielfalt für die Erholung,“
- „Erhaltung wertvoller Biotopkomplexe aus Wald-Grünlandbereichen, Fließgewässern und Quellen sowie Biotopen nach § 62 LG mit wichtigen Refugial-, Puffer-, Trittstein- und Vernetzungsfunktionen,“
- „Erhaltung und Wiederherstellung wichtiger Rückzugsräume für die bedrohte Tier- und Pflanzenwelt,“
- „Sicherung der das Orts- und Landschaftsbild gliedernden und belebenden und die dörflichen Siedlungsstrukturen prägenden Freiraumelemente.“[1]

## Rechtliche Vorschriften
Im Landschaftsschutzgebiet ist unter anderem das Errichten von Bauten verboten. Grün- und Brachland darf nicht in eine andere Nutzungsart umgewandelt oder umgebrochen werden.